# Castell de Xulilla
El Castell de Xulilla és un castell de la localitat valenciana de Xulilla (els Serrans, País Valencià), que s'assenta al turó que domina la població. És el nucli embrionari de la vila de Xulilla, no solament perquè s'hi ubicaren les poblacions de l'edat antiga, sinó perquè les seues restes constructives reflecteixen els moments històrics del poble, així com el caràcter singular que proporciona al mateix poble.

## Arquitectura
Consta d'avantmuralla, torre, barbacana, un bastió rodó, dependència abovedada, torres als cantons, i el recinte senyorial amb torre i restes de la residència i dependències auxiliars. També comptava amb una ermita dedicada a Sant Miquel. A l'interior hi ha quatre pous. A diversos llocs s'hi veuen uns gravats similars als del Castell de Dénia.